# Лапшин, Василий Иванович (физик)
Василий Иванович Лапшин (1809—1888) — русский профессор физики.

## Биография
Родился в 1809 году.
После окончания 3-й Петербургской гимназии (1827), продолжил обучение в Санкт-Петербургском университете, из которого в 1828 году был выбран для обучения в Профессорском институте при Дерптском университете по специальности «чистая математика». После окончания курса в 1833 году был направлен за границу и, после возвращения в Россию и защиты магистерской диссертации, 1 августа 1835 года был назначен преподавателем физики в Харьковский университет. В университете им была создана огромная, из 950 гальванических элементов, батарея; сконструирован особый анемометр. Лапшин впервые осуществил электрическое освещение некоторых улиц Харькова; работал над проектом городского водопровода. Был утверждён экстраординарным профессором в 1839 году; ординарным — в 1840 году. В 1844 году произведён в коллежские советники.
В отставку вышел 19 июля 1863 года, но вскоре вернулся к преподаванию и 1 мая 1865 года был назначен профессором в Новороссийский университет.
На парусно-винтовом корвете «Львица» в 1868 году впервые в отечественной истории произвёл глубоководные наблюдения в Чёрном море и, в частности, были промерены глубины от Феодосии до Адлера.
В 1870 году окончательно вышел в отставку в чине статского советника; жил в Феодосии. Способствовал становлению Феодосийской мужской гимназии.
Скончался 23 сентября (5 октября) 1888 года.
«По определению Харьковскаго Дворянскаго Депутатскаго Собрания, состоявшемуся 8 июля 1846 года, коллежский советник Василий Иванов сын, Лапшин, с женою Елисаветою и детьми Настасиею и Еленою, на основании вышепрописанных документов, по собственным заслугам, внесен в третью часть дворянской родословной книги».

## Писательская деятельность
В. И. Лапшин был автором ряда статей в «Вестнике Императорского Русского Географического Общества», «Bulletins de l’acad. des Sciences», «Poggendorfs Annalen», «Журнале Министерства Hародного Просвещения», «Математическом сборнике» и «Записках новороссийского университета».
Отдельно были изданы:
- «Опыт математического изложения физики» (Харьков, 1840)
- «Гальванические опыты, произведенные в Харьковском университете в 1859 году» (Москва, 1860)
- «Discursious sur les vents de Khrakow et description dun nouvel anemographe» (Харьков, 1860)
- «Лунное течение и разные способы определения св. Пасхи» (Санкт-Петербург, 1879)
- «Прибор, служащий для объяснения суточных перемен над горизонтом какого-либо места» (Одесса, 1882)

## Семья
«Жена Елисавета, дочери Настасия, Елена»; Анастасия родилась в 1841 году, Елена — в 1843 году.